# Mianus
Mianus é um bairro da cidade de Greenwich no estado de Connecticut nos Estados Unidos.